# Bojana Cvahte
Bojana Cvahte, slovenska socialna delavka in političarka, * 6. november 1949.
Med letoma 1996 in 1997 je bila državna sekretarka Republike Slovenije na Ministrstvu za delo, družino in socialne zadeve Republike Slovenije.
Od julija leta 2007 do 23. septembra 2012 je bila direktorica strokovne službe pri varuhu človekovih pravic RS. Leta 2019 je na listi Stranke modernega centra kandidirala za evropsko poslanko.